# Comuna de Stoczek Łukowski
Stoczek Łukowski (polaco: Gmina Stoczek Łukowski) é uma gminy (comuna) na Polónia, na voivodia de Lublin e no condado de Łukowski. A sede do condado é a cidade de Stoczek Łukowski.
De acordo com os censos de 2004, a comuna tem 8682 habitantes, com uma densidade 50,1 hab/km².

## Área
Estende-se por uma área de 173,46 km², incluindo:
- área agricola: 75%
- área florestal: 19%

## Demografia
Dados de 30 de Junho 2004:
|                      | Total   | Total | Mulheres | Mulheres | Homens  | Homens |
| -------------------- | ------- | ----- | -------- | -------- | ------- | ------ |
|                      | pessoas | %     | pessoas  | %        | pessoas | %      |
| População            | 8682    | 100   | 4272     | 49,2     | 4410    | 50,8   |
| Densidade (pop./km²) | 50,1    | 100   | 24,6     | 24,6     | 25,4    | 25,4   |

De acordo com dados de 2002, o rendimento médio per capita ascendia a 1273,12 zł.

## Subdivisões
- Aleksandrówka, Błażejki-Ruda, Borki, Chrusty, Guzówka, Huta Łukacz, Jagodne, Jamielne, Jamielnik-Kolonia, Januszówka, Jedlanka, Kamionka, Kapice-Celej, Kienkówka, Kisielsk, Łosiniec, Mizary, Nowa Prawda, Nowe Kobiałki, Nowy Jamielnik, Rosy, Róża Podgórna, Stara Róża, Stare Kobiałki, Stary Jamielnik, Szyszki, Toczyska, Turzec, Wiśniówka, Wola Kisielska, Wólka Poznańska, Zabiele, Zgórznica.

## Comunas vizinhas
- Borowie, Domanice, Łuków, Miastków Kościelny, Stanin, Stoczek Łukowski, Wodynie, Wola Mysłowska